# ポール・ジョナサン・メイソン
ポール・ジョナサン・メイソン（Paul Jonathan Mason, 1960年 - ）は、かつて世界で最も体重が重かった人物として知られるイギリス人男性で、ピーク時の体重は444.521kgだった。メイソンは2010年に胃バイパス手術を受け、推定295kgの減量に成功した。この減量記録は現在も続いている。
20代の頃、彼は幼児虐待など幼少期に始まった感情的な問題に対処するのを避ける方法として、食べ物を食べるようになった。
その数年前、彼は体重を減らすために国民保健サービスに胃バイパス手術を申請していた。メイソンは何度も申請し、結局手術が承認されるまで10年かかった。カウンセリングを始めてから2年後の2010年、メイソンはついに切実に必要としていた手術を受けた。5年後、彼は600ポンド（272kg）以上減量し、体重は約159kgになっていた。34～45kgの余分な皮膚を手術で取り除いたことで、運動ができるようになり、さらに体重を減らすことができた。2014年の体重は140kgとなり、合計304kgの減量となった。メイソンは2015年5月、ニューヨークのレノックス・ヒル病院でさらに22～27kgの皮膚を切除した。2017年3月現在、メイソンは体重127kgで、アメリカの下宿に住んでいる。
しかし、2018年には恋人と別れ、その後再び食に溺れるようになった。
2019年5月、メイソンは125kgから230kgへと、ほぼ倍増したことを明らかにした。